# Tawau
Tawau ist die Hauptstadt des Verwaltungsgebietes Tawau Division im malaysischen Bundesstaat Sabah auf der Insel Borneo. Die Stadt ist mit 113.809 Einwohnern nach Kota Kinabalu und Sandakan die drittgrößte Stadt in Sabah. Tawau befindet sich an der Küste der zur Celebessee offenen Cowie Bay.
Das Stadtzentrum besteht im Wesentlichen aus drei Teilen, Sabindo, Fajar und Tawau Lama (auch als Alt-Tawau bezeichnet). Öffentliche Einrichtungen, wie etwa die Einwanderungs- und die Meldebehörde, sind in Sabindo angesiedelt. In Fajar befinden sich die großen Banken wie HSBC, Maybank, BSN und Public Bank und das Amtsgericht für den Distrikt Tawau. Tawau Lama ist der älteste Teil von Tawau, in dem sich auch der Hafen und der zentrale Marktplatz befinden.

## Geschichte

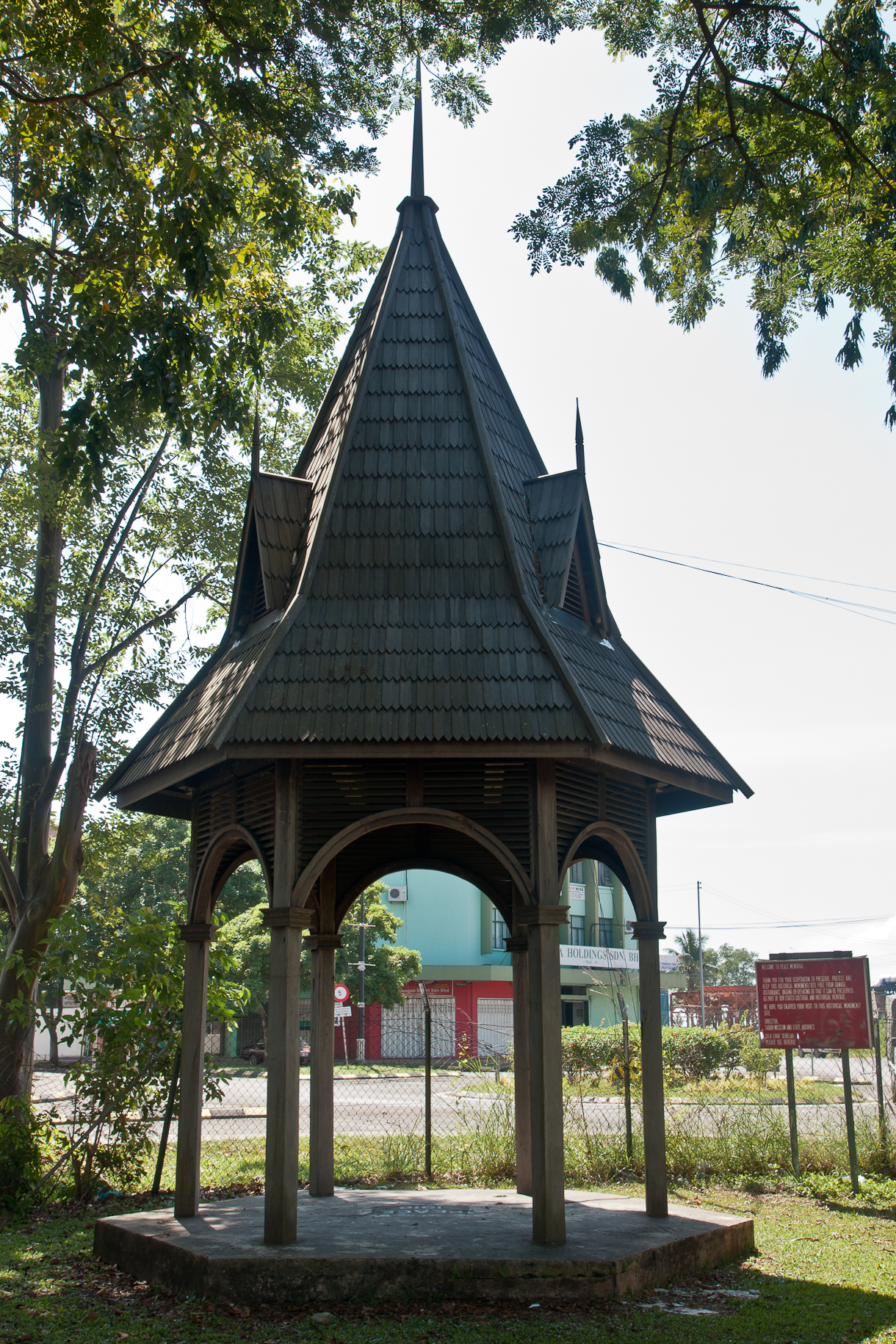
Glockenturm von Tawau - das einzige Gebäude aus der Zeit vor dem Zweiten Weltkrieg

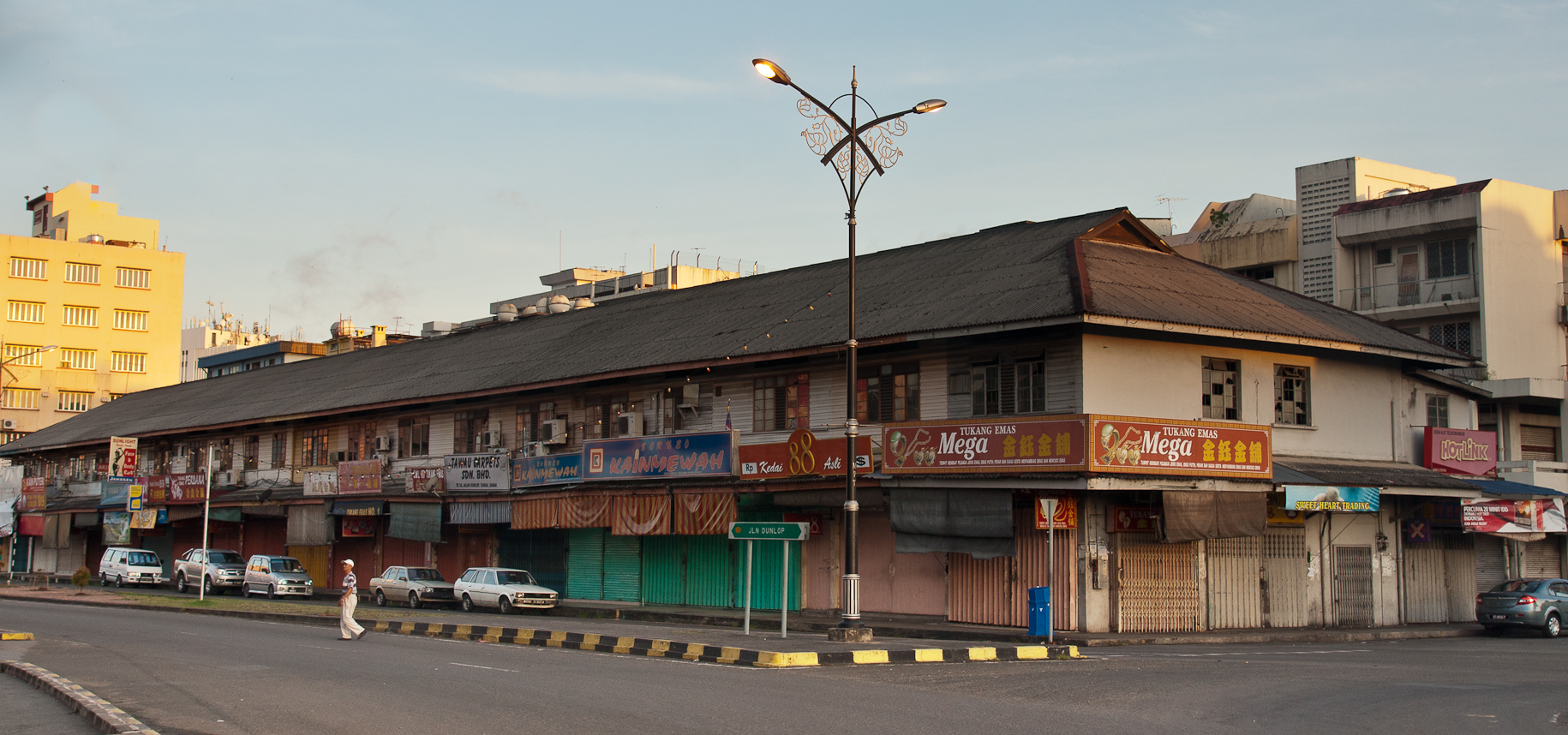
Alte Lager- und Geschäftshäuser entlang der Dunlop Street

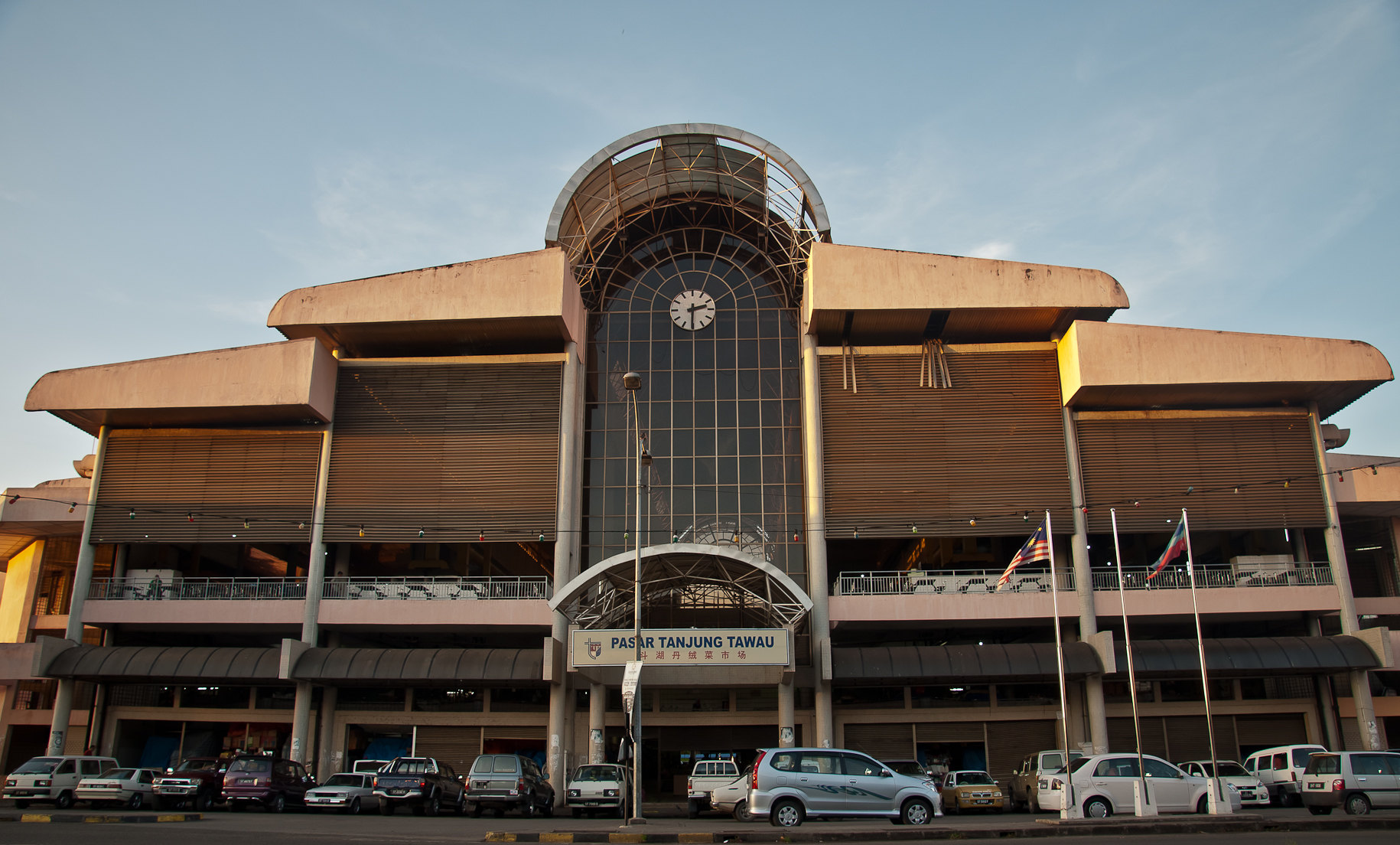
Große Markthalle am Hafen

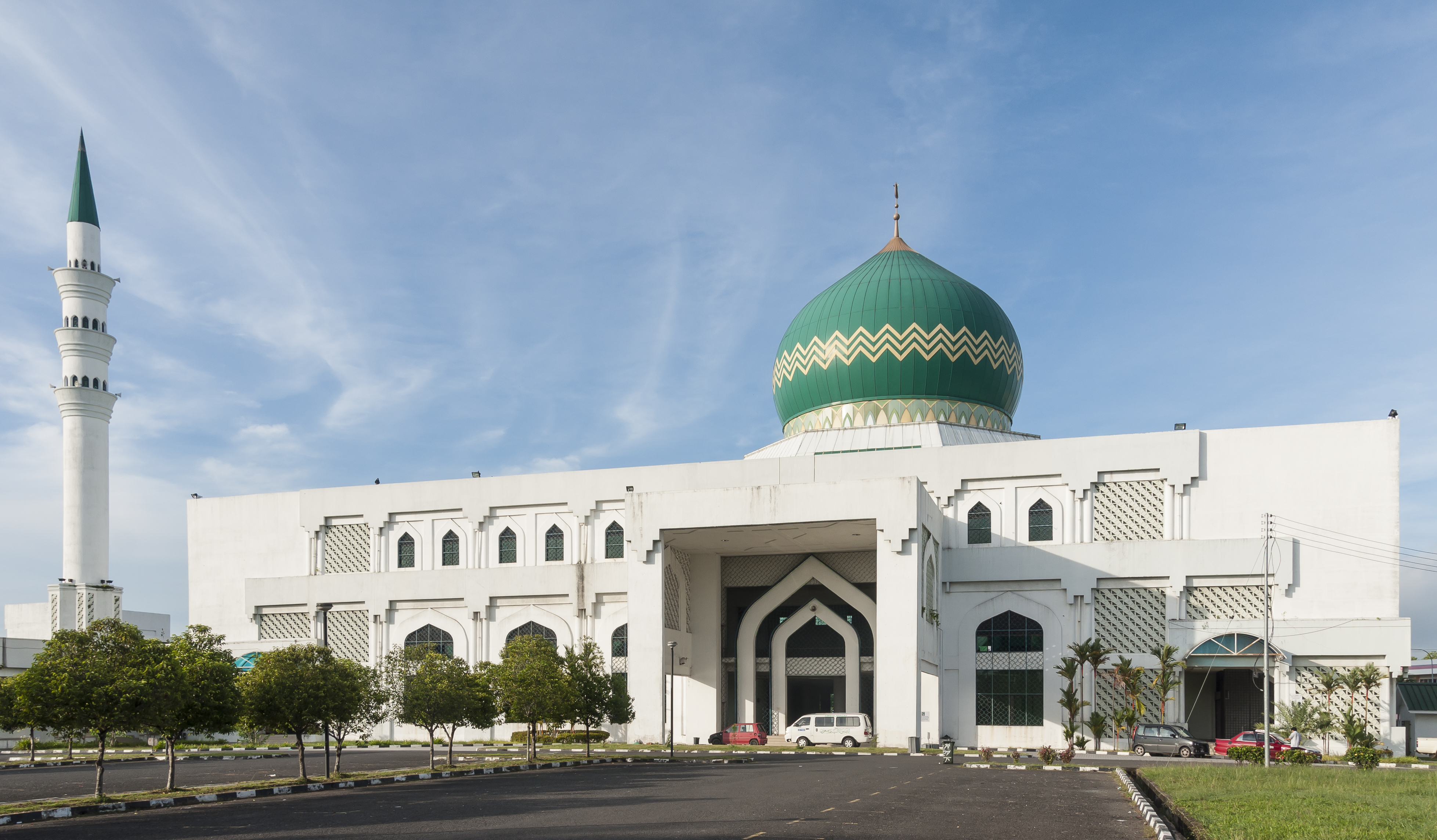
Al-Khauthar-Moschee im Stadtteil Sabinda

### Die Anfänge von Tawau 1857–1891
Zwar findet sich der Name Tawao bereits auf einer Seekarte aus dem Jahre 1857, dennoch gibt es vor dem Jahr 1879 keine klaren Hinweise auf eine Besiedelung.
Obwohl die Niederlande bereits kurz nach der Gründung der Ostindien-Kompanie auf Borneo einen Handelsposten installiert hatten, waren zunächst keine nennenswerten Aktivitäten der Niederländer an der Ostküste zu verzeichnen. Das änderte sich 1846, als die Niederlande einen Vertrag mit dem Sultan von Bolongan schlossen, der ihnen die Kontrolle in diesem Gebiet zusicherte. Auf Betreiber der Niederländer verheiratete der Sultan 1867 seinen Sohn mit der Tochter des Sultans von Tarakan, womit die niederländische Einflusssphäre endgültig die Region um Tawau erreichte. Der Norden des niederländischen Areals überschnitt sich allerdings nun mit einem Gebiet, das der Sultan von Sulu für sich beanspruchte.
Ein Konflikt mit den Briten war daher vorprogrammiert, als 1878 der Sultan von Sulu die südliche Grenze seiner Landabgabe an den Baron von Overbeck auf den Sibuku-River legte. Zur Beilegung der Grenzstreitigkeiten verhandelte die British North Borneo Chartered Company ab den 1880er Jahren mit den Niederländern eine Festlegung der Grenze zwischen ihrem durch den Sultan von Sulu verliehenen Gebiet und dem Gebiet, das die Holländer auf Basis des Vertrags mit dem Sultan von Bolongan beanspruchten. Am 20. Januar 1891 einigte man sich schließlich auf eine Linie entlang 4° 10' nördlicher Breite – was die Insel Sebatik mittig teilte.

### Vom Dorf zur Stadt 1891–1905
In den frühen 1890er Jahren bewohnten nur rund 200 Menschen die Siedlung, welche damals noch Tawao hieß. Die meisten Einwohner waren Immigranten aus dem niederländisch kontrollierten Kalimantan. Sie flüchteten vor den niederländischen Kolonialherren, handelten aber weiterhin mit diesen. Die Siedlung vergrößerte sich rasch nach der durch die British North Borneo Company geförderten Immigration von Chinesen um 1898.

### Der wirtschaftliche Aufschwung 1905–1942
Als eine direkte Auswirkung der Anglo-Japanischen Vertrags von 1902 begannen sich japanische Geschäftsleute in Tuawau und der näheren Umgebung niederzulassen. 1904 wurden 400 Hektar Land auf Sebatik Island an einen japanischen Holzbetrieb verpachtet. Die Bevölkerungsstatistik von 1921 weist 191 Japaner in Tawau aus; beim Ausbruch des Zweiten Weltkrieges waren es bereits 1175.
Die zunehmende Popularität von Fahrrädern, die Erfindung des Automobils und die fortschreitenden Verwendungsmöglichkeiten der Elektrizität wirkten sich ab der Jahrhundertwende stimulierend auf den weltweiten Bedarf an Naturkautschuk aus. Die North Borneo Chartered Company sah nun eine gute Gelegenheit, von diesem Boom zu profitieren und offerierte jedem Naturkautschukpflanzer eine Dividende von 4 % und Steuerbefreiung für die nächsten 50 Jahre. Gleichwohl lief der Anbau von Kautschukbäumen in Tawau zunächst schleppend an. Der Durchbruch kam mit den Japanern: Am 19. Januar 1916 kaufte die Japanese Nihon Sangyo Kabushiki Kaisha (Nippon Industrial Company) 240 Hektar Kautschukplantage und 607 Hektar angrenzendes Land. Die Plantage wurde unter dem Namen ihres Besitzers, Fanosuke Kuhara, als Kuhara Company bekannt. Die Japaner bauten zunächst östlich der Kaianlagen direkt an der Küstenlinie eine Reihe von Lagerhäusern und verschifften im Mai 1916 die ersten Rohgummiproben. Ende des Jahres begann die reguläre Rohgummigewinnung an zunächst 28.304 Kautschukbäumen.
Zu Beginn des 20. Jahrhunderts wurde außerdem der Anbau von Kokos eine Hauptstütze der bäuerlichen Kleinbetriebe. 1913 gab es in unmittelbarer Nachbarschaft der Stadt bereits 26.000 Kokosbäume auf 168 Hektar Land und 1916 war die Zahl auf 50.668 Bäume angestiegen.
Die erste Plantage, die sich ab 1916 in großem Stil auf Kokosnüsse spezialisierte, war Kubota Estate. Sie gehörte dem Japaner Umeme Kubota.
Um 1930 blühte Tawau dank seiner landwirtschaftlichen Möglichkeiten auf. 1931 betrug die Einwohnerzahl bereits 1800. Die Naturkautschuk und Manilahanf produzierende Kuhara Rubber and Manila Hemp Estates und die Kokosfarm Kubota Coconut Estates waren mittlerweile die beiden größten Plantagen der damaligen Zeit. Außerdem gab es in Silimpopon, etwa 130 Kilometer von Tawau entfernt, eine Kohlemine, die von 1905 bis 1931 durch die Cowie Harbour Coal Company Ltd. betrieben wurde.
Ende der 1930er Jahre gab es etwa 60 Geschäftshäuser aus Holz, die entlang den beiden Hauptstraßen von Tawau, der Dunlop Street (benannt nach A. R. Dunlop, einem Verwaltungsbeamten der North Borneo Chartered Company) und der Man Cheong Street (benannt nach einem bekannten Kaffeehaus) aufgereiht waren. Die Dunlop Street war so nahe an der Küste gebaut, dass die Geschäftshäuser auf der Seeseite bis über die Hochwassermarke hinausragten. Die meisten Geschäfte gehörten Chinesen, die mit Lebensmitteln, Haushaltswaren und landwirtschaftlichen Artikeln handelten. Daneben gab es einige Kopi tiam – traditionelle malaysische, meist von Chinesen geführte Kaffeehäuser und Herbergen.

### Japanische Besatzung und Zerstörung 1942–1945
Am 16. Dezember 1941 begann die japanische Invasion Borneos. Nach der ersten Landung in Miri rückten die Japaner entlang der Küstenlinie Borneos vor; von den Ölfeldern Kuchings aus bewegten sie sich auf Jesselton zu, während in Tawau das Leben ganz normal weiterging. Am 19. Januar 1942 verstummte der Funkverkehr aus Sandakan, und am 24. Januar 1942 wurden die japanischen Invasoren vor Batu Tinagat gesichtet. Der Distriktsoffizier Cole Adams und sein Assistent erwarteten die Angreifer an der Werft; sie wurden an Ort und Stelle verhaftet.
Die nächsten dreieinhalb Jahre waren Tawau genauso wie das übrige Borneo unter japanischer Besatzung. Während sich die Japaner in den ersten zwölf Monaten gegenüber der Bevölkerung korrekt und freundlich verhielten, warf ab 1943 die sich abzeichnende Kriegswende ihre Schatten auch auf Tawau. Die Versorgung mit Nahrungsmitteln und Medizin verschlechterte sich zusehends, und die Bevölkerung verlor das Zutrauen in die japanische Verwaltung. Die Japaner ihrerseits vermuteten im Gesinnungswandel der Bevölkerung eine Unterwanderung durch alliierte Spione und begannen wahllos mit Verhaftungen und Exekutionen.
In Vorbereitung ihrer Invasion begannen die Alliierten ab Mitte 1944 mit sporadischen Bombenangriffen auf Tawau. Ab dem 13. April 1945 wurden sechs massive Luftangriffe auf die Stadt geflogen, die zunächst den Hafenanlagen, Schiffen und militärischen Einrichtungen galten. Beim letzten und massivsten der Angriffe legten am 1. Mai 1945 19 US-amerikanische B-24-Bomber Tawau vollständig in Schutt und Asche. Die Insel wurde nahezu dem Erdboden gleichgemacht.
Nach der bedingungslosen Kapitulation der 37. Japanischen Armee unter Generalleutnant Baba Masao landeten Mitte September 1100 australische Soldaten in Sandakan. Einheiten des Kommandos unter Lt. Col. J. A. England marschierten am 17. Oktober 1945 in Tawau ein. Die in Tawau stationierten Japaner – 2900 Soldaten des 370. Bataillons unter Major Sugasaki Moriyuki – wurden als Kriegsgefangene nach Jesselton transferiert.
Am Ende des Krieges war die Stadt durch Bombardement und Brände zerstört. Das einzige unzerstörte Relikt aus der Zeit vor dem Krieg ist der Glockenturm von Tawau.

### Wiederaufbau
Tawau erholte sich rasch von den Verwüstungen. Obwohl nahezu alle Geschäfte in der Stadt zerstört worden waren, berichtete The British North Borneo Annual Report 1947, dass "gegen Ende 1947 die Vorkriegs-Wirtschaft wieder weitgehend hergestellt war". Schon in den ersten sechs Monaten nach Ende der Kriegshandlungen waren 170 Läden und Geschäftshäuser wieder aufgebaut. Ab dem 1. Juli 1947 wurden die Subventionen für den Kauf von Reis und Mehl eingestellt.

### Konfrontasi 1963–1966

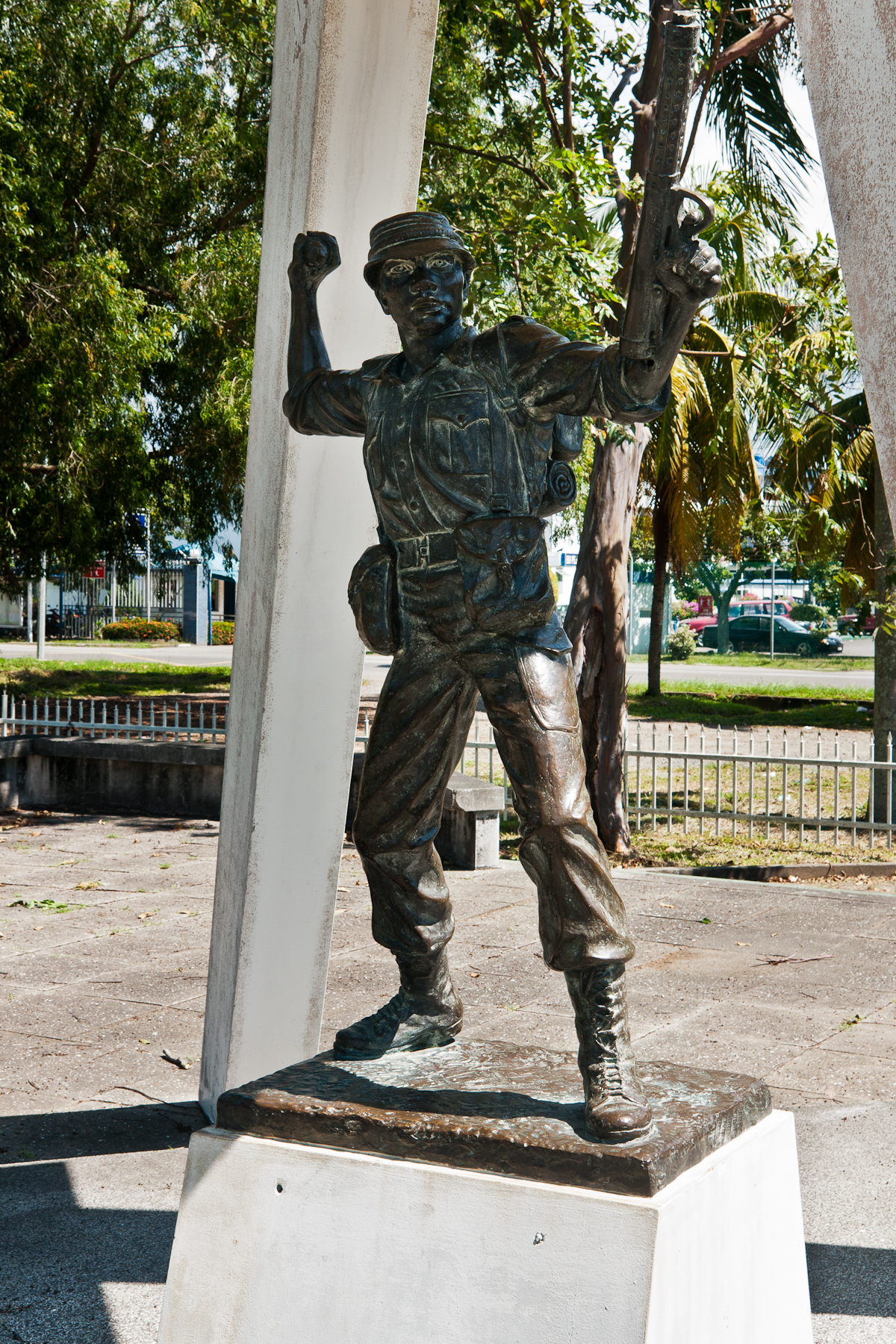
Konfrontasi-Gedenkstätte

Bedingt durch die exponierte Lage nahe der Grenze zu Indonesien geriet Tawau bald nach Beginn von Konfrontasi zu einem Brennpunkt der Auseinandersetzung. Sicherheitshalber wurden bereits im März 1963 72 Gurkhas in der Stadt stationiert. Andere Einheiten wie die British No. 2 Special Boat Section unter Captain D. W. Mitchell folgten. Tawau ähnelte mehr und mehr einer Garnisonsstadt. 1965 wurde ein australischer Geleitzerstörer der River-Klasse in der Cowie Bay stationiert, und eine Staffel Kampfflugzeuge des Typs Sabre flog täglich von Labuan aus kommend über Tawau.
Im Oktober 1963 verlegte Indonesien das 1. Bataillon der Korps Komando Operasi (KKO) von Surabaya nach Sebatik und eröffnete mehrere grenznahe Trainingscamps im östlichen Kalimantan. Zwischen 1. Oktober und 16. Dezember 1963 gab es mindestens sieben Schusswechsel entlang der Grenze, bei denen drei Indonesier getötet wurden. Ein indonesisches Kampfflugzeug überflog mit geöffneten Bombenschächten am 7. Dezember zweimal Tawau.
Mitte Dezember 1963 schickte die indonesische Seite eine Kommandoeinheit aus 128 Freiwilligen und 35 regulären Soldaten in das Gebiet. Ziel der Operation war, zunächst Kalabakan einzunehmen und dann auf Tawau und Sandakan zuzumarschieren. Am 29. Dezember stieß die Einheit auf ein Lager mit Soldaten des 3. Königlich Malaysischen Regiments. Den Angreifern gelang es, mehrere Handgranaten in die Schlafquartiere der auf diesen Angriff völlig unvorbereiteten Soldaten zu werfen. Dabei wurden sieben Soldaten und der Kommandeur getötet und weitere 19 verwundet. Bewaffneten Polizeieinheiten gelang es schließlich, die Angreifer nach einem zweistündigen Gefecht nach Norden abzudrängen. Die Eindringlinge wurden ab dem 3. Januar 1964 intensiv von der Tawau Assault Group (TAG), einer gemischten Einheit aus Gurkhas und malaysischen Soldaten, verfolgt. Ende Januar 1965 wurde über Tawau eine nächtliche Ausgangssperre verhängt, um zu verhindern, dass die Angreifer Kontakt mit den etwa 16.000 in Tawau lebenden Indonesiern aufnahmen. Ende Februar waren 96 der 128 Männer getötet oder gefangen genommen, 20 war der Rückzug nach Indonesien gelungen und 12 waren noch immer auf der Flucht.
Weitere größere Angriffe auf Tawau blieben danach aus, aber die Situation in Tawau war 1964 weiterhin angespannt. Eine Gruppe von acht Indonesiern wurden beim Versuch, das Trinkwasser der Stadt zu vergiften, gefangen genommen. Am 12. Mai 1964 fand ein Platzanweiser eine Bombe im Kong-Fah-Kino. Im August 1965 versuchten unbekannte Angreifer, einen Hochspannungsmasten in die Luft zu sprengen und im September fuhr ein Forstfahrzeug auf eine Landmine. Am 28. Juni 1965 war bereits ein versuchter Einmarsch regulärer indonesischer Truppen ins östliche Sebatik durch heftiges Bombardement des australischen Zerstörers HMAS Yarra (DE45) zurückgeschlagen worden.
Nach dem offiziellen Ende der Konfrontasi am 12. August 1966 dauerte es noch bis zum Dezember desselben Jahres, bis wieder Ruhe in Tawau einkehrte.

## Distrikt Tawau
Tawau ist auch Verwaltungszentrum des Tawau District. Der Distrikt Tawau ist – bezogen auf die Einwohnerzahl – mit 397.673 Einwohnern nach Kota Kinabalu der zweitgrößte der 25 Distrikte Sabahs.

## Verwaltung
Die Verwaltung Tawaus wandelte sich im Lauf seiner Geschichte mehrfach. Ab 1890 erfolgte die Verwaltung zunächst durch die North Borneo Chartered Company, die diese Aufgabe wechselnd in die Hände verschiedener Residenten, Distriktoffiziere oder Anwärter auf das Amt des district officers legte. Eine wesentliche Rolle spielte dabei A. R. Dunlop, der die meiste Zeit zwischen 1892 und 1903 verschiedene Regierungsämter in oder in der Nähe von Tawau innehatte. Die Stationen seiner Karriere markieren gleichzeitig die wachsende Bedeutung der Stadt an der Cowie Bay. Als an der Darvel Bay stationierter Officer-in-Charge (Diensthabender Offizier) war er ab dem 13. Juni 1892 zunächst für die Verwaltung von Tawau zuständig. Am 10. Mai 1898 wurde er District Officer für den Darvel Bay District mit Dienstsitz in Lahad Datu und am 1. März 1899 wurde ihm das Amt des Residenten für die neugeschaffene Residentur Tawau (Tawau Residency) zuteil. Bis Februar 1903 war sein Dienstsitz nun Tawau.
Während der japanischen Besatzungszeit erfolgte die Verwaltung durch japanisches Militärpersonal. Das bewährte Vorkriegs-Verwaltungssystem wurde nach der Niederlage der Japaner durch die Britische Kolonialregierung fortgeführt. Auch nach 1963 setzte der malaysische Staat bis 1981 weiterhin Residenten und Distriktoffiziere ein.
Die Nachkriegsverwaltung der Stadt war von 1948 bis 1955 durch die Vorgaben des Reconstruction and Development Plan, ausgearbeitet vom Entwicklungsbeauftragten der Regierung, E. W. Ellison, eng an die britische Kolonialregierung gebunden. Erst 1955 bekam die Stadt mit der Gründung des Tawau Town Board die volle Kontrolle über ihre Finanzen und die Verwaltung ihrer öffentlichen Ämter zurück. Zum 1. Januar 1982 erfolgte eine Verschmelzung des Tawau Town Board und des Tawau Rural District Councils zum Tawau Municipal Council. Im März 1983 wurde Tawau verwaltungstechnisch in vier Gebiete unterteilt: Stadtgebiet (5.918 Hektar), Vorstädte (4.783 Hektar), Umland (591.384 Hektar) und Seegebiet (26.592 Hektar).

## Wirtschaft
Die wichtigsten Exportgüter sind traditionell Kakao, Kautschuk, Palmöl und Holz. Seit der Erschließung von touristisch interessanten Orten, wie der Insel Sipadan und dem Regenwaldgebiet Danum Valley, stellt der Tourismus einen weiteren wichtigen Wirtschaftssektor dar. Auch die Fischerei kann als weitere Wirtschaftsbranche angesehen werden. Fischereierzeugnisse werden unter anderem nach Singapur und Hongkong exportiert.
Der Tawau-Distrikt ist nach der Elfenbeinküste und Ghana der drittgrößte Kakaoproduzent weltweit.

### Holzwirtschaft
Die Lage an der Cowie Bay begünstigt die Anlandung von Floßholz aus den angrenzenden Urwaldgebieten und die Verschiffung fertiger Holzprodukte. Deshalb haben sich in Tawau etliche Sägemühlen und holzverarbeitende Betriebe niedergelassen. So ist zum Beispiel Kalabakan Plywood Sdn. Bhd. (KP), vormals Kalabakan Veneer Sdn. Bhd. eines der größten Industrieunternehmen der Holzwirtschaft in der Region. Seit 1968 werden in dem 13 Hektar großen Werk Sperrholz, Leimholz und Furniere hergestellt. Das Werk beschäftigt mehr als 1000 Mitarbeiter. Hauptabsatzmarkt ist Japan. Seit 1996 ist das Werk ein Tochterunternehmen der Tekala Corporation Berhad.

## Infrastruktur

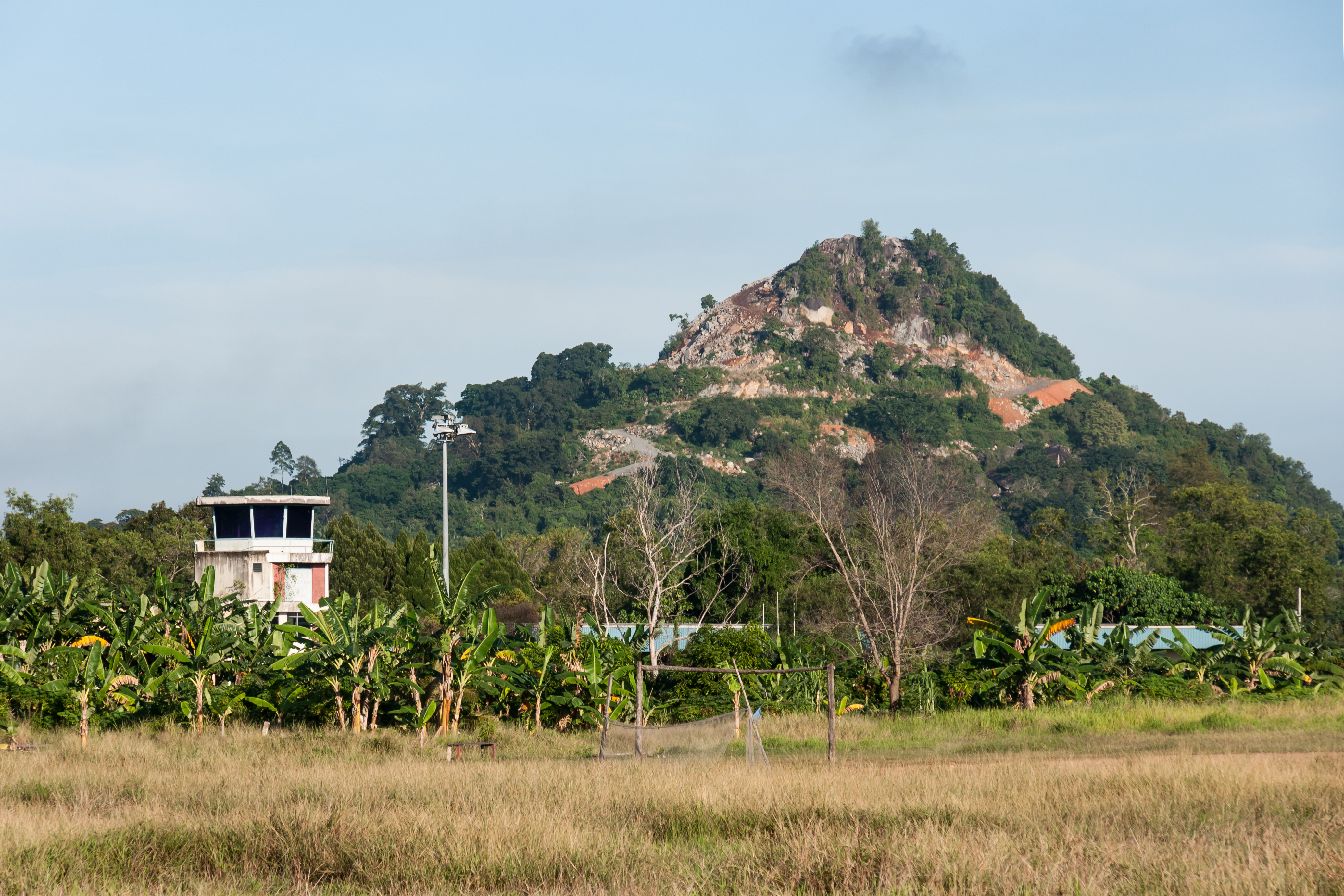
Der alte Flughafen von Tawau mit dem sogenannten "Marker Hill" im Hintergrund

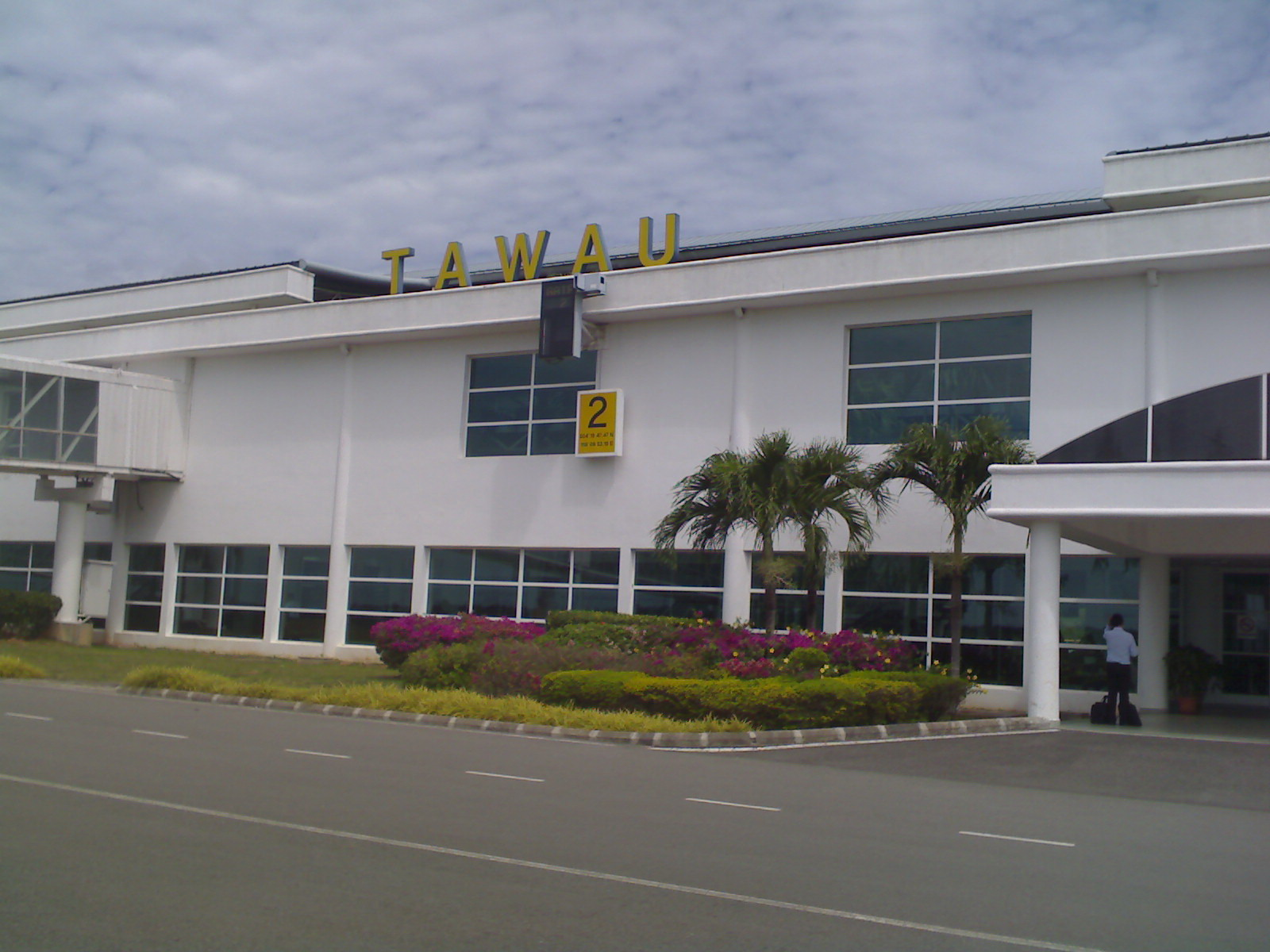
Neuer Flughafen von Tawau

### Flughafen
Der erste zivile Verkehrsflughafen in Tawau befand sich etwa zwei Meilen vom Stadtzentrum Tawau entfernt an der Jalan Utara, auch als Nordstraße bezeichnet. Er wurde 1968 durch den malaysischen Minister für Transportwesen, Tan Sri Haji Sardon, eröffnet. Die Landebahn war allerdings nur für kleinere Flugzeuge wie etwa die Fokker 50 ausgelegt. Sie gehörte zu den gefährlichsten und anspruchsvollsten der Welt.
In den frühen 1980er Jahren wurde die Landebahn verbreitert, so dass Flugzeuge des Typs Boeing 737 landen konnten. Fortan wurden Flüge nach Kinabalu, Sandakan und Lahad Datu bedient.
Auf dem inmitten des Stadtgebiets gelegenen Flughafen ereignete sich am 15. September 1995 ein tragisches Luftfahrtunglück. Eine mit 53 Passagieren besetzte Fokker 50 der Malalaysian Airlines (MAS) aus Kota Kinabalu stürzte in den am Ende der Landebahn gelegenen Stadtteil Kampung Seri Menanti. 34 Menschen, darunter zwei Crewmitglieder, kamen ums Leben.
Eine direkte Folge dieses Unglücks war die Entscheidung, den als hoch riskant eingestuften Flughafen aus dem Stadtgebiet heraus zu verlegen.
Der neue Flughafen Tawau befindet sich 31 Kilometer östlich vom Stadtzentrum entfernt und löste im Dezember 2001 den alten Innenstadt-Flugplatz ab. Es bestehen Flugverbindungen nach Kota Kinabalu, Sandakan, Johor Bahru und in die malaysische Hauptstadt Kuala Lumpur. Die malaysischen Fluggesellschaften AirAsia und Malaysia Airlines bedienen diese Routen mehrmals täglich.
Der neue Flughafen (IATA-Code: TWU, ICAO-Code: WBKW) mit einer Landebahn von ca. 3000 m Länge kann im Gegensatz zum alten Flughafen auch von größeren Flugzeugen angeflogen werden. Der nach Kota Kinabalu zweitgrößte Flughafen Sabahs verzeichnete im Jahre 2010 eine Passagierzahl von 897.848 bei 10.845 Flugbewegungen.

### Straßennetz
Tawau ist über den Tawau-Semporna Highway und den Tawau-Sandakan Highway verkehrstechnisch gut erschlossen. Eine Busfahrt zur Hauptstadt Kota Kinabalu dauert rund acht Stunden.
In Südrichtung nach Indonesien gibt es keine Straßenverbindungen.

### Seehafen

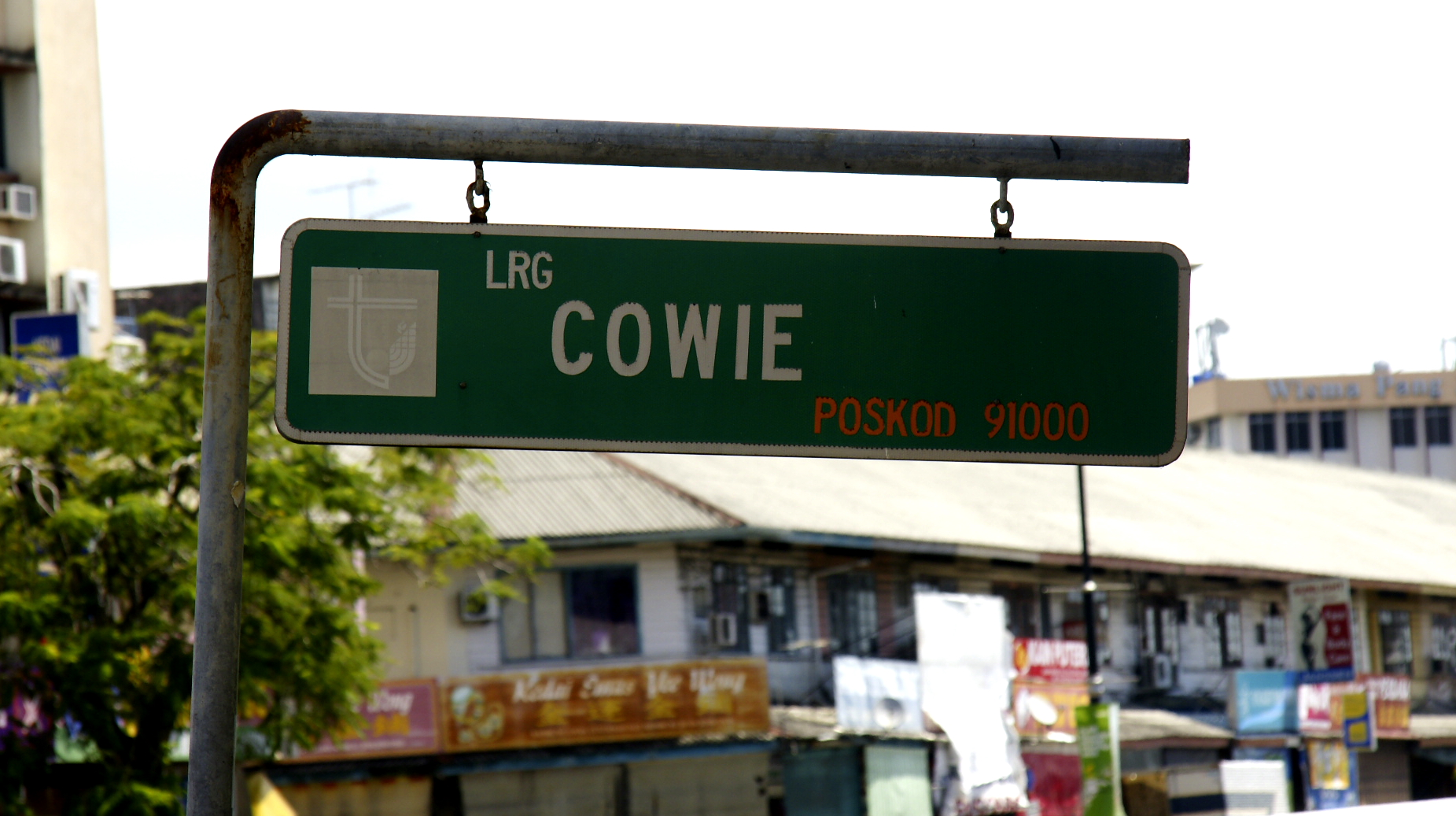
Lorong Cowie in Tawau

Der Seehafen von Tawau trägt den Namen „Cowie Harbour“, benannt nach William Clarke Cowie, einem der Direktoren der ehemaligen North Borneo Chartered Company. Eine Gasse am Hafen weist noch heute auf den Namensgeber hin.
Bedingt durch seine Lage am Rande der Sulawesisee – einem pazifischen Tiefseebecken mit durchschnittlich 5000 m Tiefe – fällt der Meeresboden direkt vor Tawau stark ab. Von Seeleuten wird der Hafen wegen seiner Größe und Wassertiefe geschätzt.
Es besteht eine Schnellboot-Verbindung auf die  indonesische Insel Tarakan, die Fahrzeit beträgt im Normalfall ca. sechs Stunden.